# Short track ai XXII Giochi olimpici invernali - 5000 m staffetta maschile
Tra le competizione dello Short track che si sono tenute ai XXII Giochi olimpici invernali di Soči (in Russia) ci sono stati i 5000 m staffetta maschile. L'evento si è previsto disputato il 21 febbraio.
Detentrice del titolo era la nazionale canadese, che aveva vinto nella precedente edizione di Vancouver 2010 (in Canada), con i seguenti atleti: Charles Hamelin, François Hamelin, Olivier Jean, François-Louis Tremblay e Guillaume Bastille, precedendo la nazionale sudcoreana (medaglia d'argento) e quella nazionale statunitense (medaglia di bronzo).
Campione olimpica si è laureata la nazionale russa, che ha preceduto la nazionale statunitense, medaglia d'argento, e la nazionale cinese, medaglia di bronzo.

## Risultati

### Semifinali
QA — qualificati per la Finale A
QB — qualificati per la Finale B
ADV — avanzato
PEN — penalità

#### Semifinale 1
| Class | Nazione       | Atleta                                                                | Tempo    | Note |
| ----- | ------------- | --------------------------------------------------------------------- | -------- | ---- |
| 1     | Paesi Bassi   | Daan Breeuwsma Niels Kerstholt Sjinkie Knegt Freek van der Wart       | 6'45"385 | QA   |
| 2     | Kazakistan    | Abzal Azhgaliyev Aidar Bekzhanov Denis Nikisha Nurbergen Zhumagaziyev | 6'47"152 | QA   |
| 3     | Corea del Sud | Lee Han-Bin Lee Ho-Suk Park Se-Yeong Sin Da-Woon                      | 6'48"206 | QB   |
| 4     | Stati Uniti   | Eddy Alvarez J.R. Celski Christopher Creveling Jordan Malone          | 6'50"292 | ADV  |

#### Semifinale 2
| Class | Nazione | Atleta                                                        | Tempo    | Note |
| ----- | ------- | ------------------------------------------------------------- | -------- | ---- |
| 1     | Russia  | Viktor An Semën Elistratov Vladimir Grigor'ev Ruslan Zacharov | 6'44"331 | QA   |
| 2     | Cina    | Chen Dequan Han Tianyu Shi Jingnan Wu Dajing                  | 6'44"521 | QA   |
| 3     | Italia  | Yuri Confortola Tommaso Dotti Anthony Lobello Nicola Rodigari | 6'45"253 | QB   |
| 4     | Canada  | Michael Gilday Charles Hamelin François Hamelin Olivier Jean  | 6'48"186 | QB   |

### Finali

#### Finale B
La Finale B non assegna medaglie.
| Pos. | Atleti        | Nazione                                                       | Tempo    |
| ---- | ------------- | ------------------------------------------------------------- | -------- |
| 6    | Canada        | Michael Gilday Charles Hamelin Charle Cournoyer Olivier Jean  | 6'43"747 |
| 7    | Corea del Sud | Kim Yun-Jae Lee Ho-Suk Park Se-Yeong Sin Da-Woon              | 6'43"921 |
| 8    | Italia        | Yuri Confortola Tommaso Dotti Anthony Lobello Davide Viscardi | 6'44"904 |

#### Finale A
| Pos.    | Atleti      | Nazione                                                               | Tempo    | Note            |
| ------- | ----------- | --------------------------------------------------------------------- | -------- | --------------- |
| Oro     | Russia      | Viktor An Semën Elistratov Vladimir Grigor'ev Ruslan Zacharov         | 6'42"100 | Record olimpico |
| Argento | Stati Uniti | Eddy Alvarez J.R. Celski Chris Creveling Jordan Malone                | 6'42"371 |                 |
| Bronzo  | Cina        | Chen Dequan Han Tianyu Shi Jingnan Wu Dajing                          | 6'48"341 |                 |
| 4       | Paesi Bassi | Daan Breeuwsma Niels Kerstholt Sjinkie Knegt Freek van der Wart       | 6'49"149 |                 |
| 5       | Kazakistan  | Abzal Azhgaliyev Aidar Bekzhanov Denis Nikisha Nurbergen Zhumagaziyev | 6'54"630 |                 |

Data: Venerdì 21 febbraio 2014 

Ora locale: 20:30 
 
Sito: 

Legenda:
- DNS = non partito (did not start)
- DNF = prova non completata (did not finish)
- DSQ = squalificato (disqualified)
- Pos. = posizione